# Mistrzostwa Świata w Narciarstwie Klasycznym 1995
Mistrzostwa Świata w Narciarstwie Klasycznym  miały miejsce w dniach 9 – 19 marca 1995 w kanadyjskiej miejscowości Thunder Bay. Impreza ta po raz drugi odbyła się poza Europą (po MŚ 1950 w Lake Placid/Rumford).

## Biegi narciarskie

### Biegi narciarskie mężczyzn
| Konkurencja                | Data          | Złoto                                                                                | Srebro                                                                                   | Brąz                                                                            |
| -------------------------- | ------------- | ------------------------------------------------------------------------------------ | ---------------------------------------------------------------------------------------- | ------------------------------------------------------------------------------- |
| 10 km techniką klasyczną   | 11 marca 1995 | Władimir Smirnow 24:52,3                                                             | Bjørn Dæhlie 25:10,1                                                                     | Mika Myllylä 25:11,5                                                            |
| Bieg łączony 10 km + 15 km | 13 marca 1995 | Władimir Smirnow 1:06:19,5                                                           | Silvio Fauner 1:06:29,7                                                                  | Jari Isometsä 1:06:30,0                                                         |
| 30 km techniką klasyczną   | 9 marca 1995  | Władimir Smirnow 1:15:52,3                                                           | Bjørn Dæhlie 1:16:52,4                                                                   | Aleksiej Prokurorow 1:17:35,6                                                   |
| 50 km techniką dowolną     | 19 marca 1995 | Silvio Fauner 1:56:36,0                                                              | Bjørn Dæhlie 1:57:48,5                                                                   | Władimir Smirnow 1:58:10,7                                                      |
| Sztafeta 4 × 10 km         | 17 marca 1995 | Norwegia · Sture Sivertsen · Erling Jevne · Bjørn Dæhlie · Thomas Alsgaard 1:34:27,1 | Finlandia · Karri Hietamäki · Harri Kirvesniemi · Jari Räsänen · Jari Isometsä 1:35:10,5 | Włochy · Fulvio Valbusa · Marco Albarello · Fabio Maj · Silvio Fauner 1:36:28,4 |

### Biegi narciarskie kobiet
| Konkurencja               | Data          | Złoto                                                                          | Srebro                                                                                          | Brąz                                                                                       |
| ------------------------- | ------------- | ------------------------------------------------------------------------------ | ----------------------------------------------------------------------------------------------- | ------------------------------------------------------------------------------------------ |
| 5 km techniką klasyczną   | 12 marca 1995 | Larisa Łazutina 15:23,7                                                        | Nina Gawriluk 15:47,1                                                                           | Manuela Di Centa 15:57,8                                                                   |
| Bieg łączony 5 km + 10 km | 14 marca 1995 | Larisa Łazutina 43:19,6                                                        | Nina Gawriluk 43:45,9                                                                           | Olga Daniłowa 43:56,9                                                                      |
| 15 km techniką klasyczną  | 10 marca 1995 | Larisa Łazutina 41:27,5                                                        | Jelena Välbe 42:39,1                                                                            | Inger Helene Nybråten 43:03,2                                                              |
| 30 km techniką dowolną    | 18 marca 1995 | Jelena Välbe 1:15:27,3                                                         | Manuela Di Centa 1:16:40,5                                                                      | Antonina Ordina 1:16:58,6                                                                  |
| Sztafeta 4 × 5 km         | 17 marca 1995 | Rosja · Olga Daniłowa · Jelena Välbe · Larisa Łazutina · Nina Gawriluk 53:47,6 | Norwegia · Marit Mikkelsplass · Inger Helene Nybråten · Elin Nilsen · Anita Moen-Guidon 55:18,6 | Szwecja · Anna Frithioff · Marie-Helene Westin · Antonina Ordina · Anette Fanqvist 55:18,7 |

## Kombinacja norweska
| Konkurencja                   | Data          | Złoto                                                                             | Srebro                                                                                        | Brąz                                                                                   |
| ----------------------------- | ------------- | --------------------------------------------------------------------------------- | --------------------------------------------------------------------------------------------- | -------------------------------------------------------------------------------------- |
| 15 km metodą Gundersena       | 9 marca 1995  | Fred Børre Lundberg                                                               | Jari Mantila                                                                                  | Sylvain Guillaume                                                                      |
| Kombinacja drużynowa 4 × 5 km | 10 marca 1995 | Japonia · Masashi Abe · Tsugiharu Ogiwara · Kenji Ogiwara · Takanori Kono 56:20,2 | Norwegia · Halldor Skard · Bjarte Engen Vik · Knut Tore Apeland · Fred Børre Lundberg 58:14,8 | Szwajcaria · Markus Wüst · Armin Krugel · Stefan Wittwer · Jean-Yves Cuendet 1:01:41,8 |

## Skoki narciarskie
| Konkurencja                       | Data          | Złoto                                                                              | Srebro                                                                       | Brąz                                                                              |
| --------------------------------- | ------------- | ---------------------------------------------------------------------------------- | ---------------------------------------------------------------------------- | --------------------------------------------------------------------------------- |
| Normalna skocznia – indywidualnie | 12 marca 1995 | Takanobu Okabe 266,0                                                               | Hiroya Saitō 256,5                                                           | Mika Laitinen 243,5                                                               |
| Duża skocznia – indywidualnie     | 18 marca 1995 | Tommy Ingebrigtsen 272,6                                                           | Andreas Goldberger 259,5                                                     | Jens Weißflog 229,9                                                               |
| Duża skocznia drużynowo           | 16 marca 1995 | Finlandia · Jani Soininen · Janne Ahonen · Mika Laitinen · Ari-Pekka Nikkola 889,0 | Niemcy · Jens Weißflog · Gerd Siegmund · Hansjörg Jäkle · Dieter Thoma 882,5 | Japonia · Takanobu Okabe · Jin’ya Nishikata · Hiroya Saitō · Naoki Yasuzaki 836,9 |

W mistrzostwach świata zadebiutował Adam Małysz, zajmując 10. miejsce na skoczni normalnej i 11. na dużej.

## Klasyfikacja medalowa
| Pozycja | Państwo    | Złoto | Srebro | Brąz | Razem |
| ------- | ---------- | ----- | ------ | ---- | ----- |
| 1       | Rosja      | 5     | 3      | 2    | 10    |
| 2       | Norwegia   | 3     | 5      | 1    | 9     |
| 3       | Kazachstan | 3     | 0      | 1    | 4     |
| 4       | Japonia    | 2     | 1      | 1    | 4     |
| 5       | Finlandia  | 1     | 2      | 3    | 6     |
| 6       | Włochy     | 1     | 2      | 2    | 4     |
| 7       | Niemcy     | 0     | 1      | 1    | 2     |
| 8       | Szwecja    | 0     | 0      | 2    | 2     |
| 9       | Austria    | 0     | 1      | 0    | 1     |
| 10      | Francja    | 0     | 0      | 1    | 1     |
| 11      | Szwajcaria | 0     | 0      | 1    | 1     |